# Przygody Hucka Finna (film 1993)
Przygody Hucka Finna (ang. The Adventures of Huck Finn) – amerykański film przygodowy z 1993 roku w reżyserii Stephena Sommersa, wyprodukowany przez Walt Disney Pictures. Film powstał na podstawie powieści Marka Twaina Przygody Hucka.
W Polsce premiera filmu miała miejsce 21 stycznia 2012 roku na antenie TVP1.

## Opis fabuły
Wychowywany przez ojca pijaka Huck Finn (Elijah Wood) ucieka z domu. W podróży towarzyszy mu zbiegły niewolnik Jim (Courtney B. Vance). Razem chcą przedostać się rzeką Missisipi do stanów, w których zniesiono niewolnictwo. Wkrótce dołączają do nich dwaj oszuści, Duke (Robbie Coltrane) i King (Jason Robards), którzy, podając się za brytyjskich arystokratów, zamierzają okraść pewną zamożną rodzinę.

## Obsada
- Elijah Wood jako Huckleberry "Huck" Finn
- Courtney B. Vance jako Jim
- Jason Robards jako King
- Robbie Coltrane jako Duke
- Ron Perlman jako Pap Finn
- Dana Ivey jako Widow Douglas
- Mary Louise Wilson jako panna Watson
- Anne Heche jako Mary Jane Wilks
- Paxton Whitehead jako Harvey Wilks
- Renée O’Connor jako Julia Wilks
- Laura Bundy jako Susan Wilks
- Daniel Tamberelli jako Ben Rodgers
- Garette Ratliff Henson jako Billy Grangerford

i inni